# Eucyclops porrectus
Eucyclops porrectus is een eenoogkreeftjessoort uit de familie van de Cyclopidae. De wetenschappelijke naam van de soort is voor het eerst geldig gepubliceerd in 1932 door Kiefer.